# Barranquismo

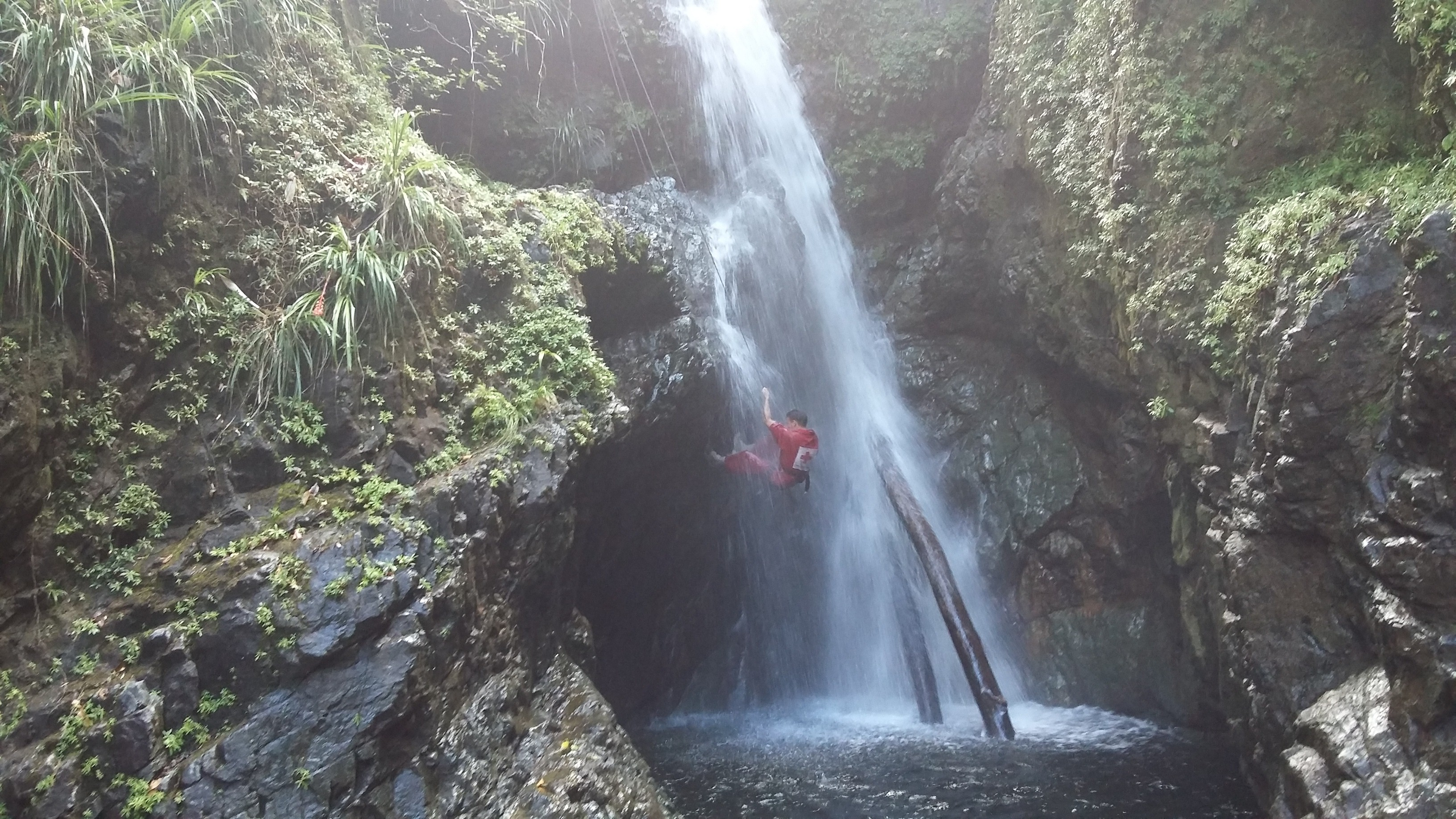
Rapelando.

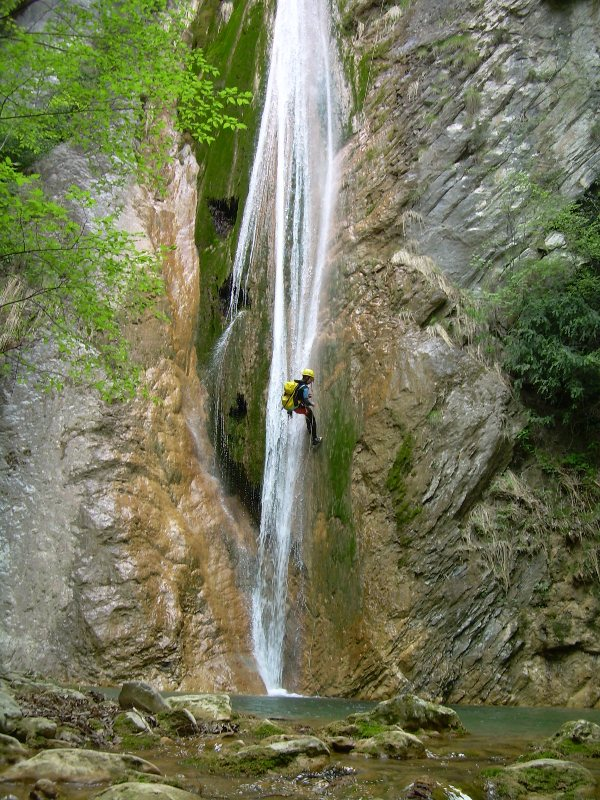
Descenso en rápel de una vertical

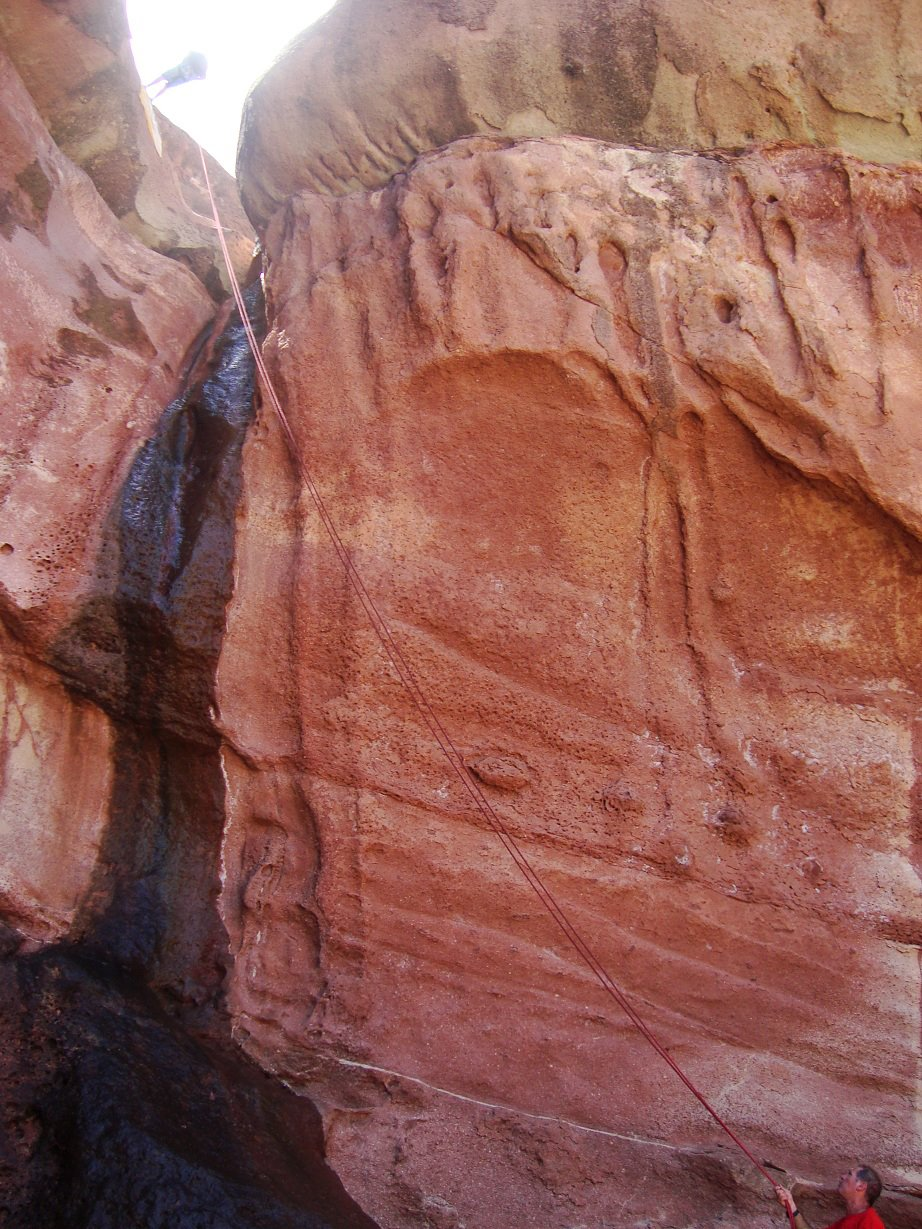
Descenso de barrancos en el cañón del Atuel, San Rafael, Mendoza, Argentina.
Se puede apreciar como el deportista de la parte inferior derecha está asegurando al compañero que está descendiendo rapelando en doble (con los dos cabos de cuerda pasados por el descensor).

El barranquismo es un deporte de aventura que se practica en los cañones o barrancos de un río. Puede presentar un recorrido muy variado: se encuentran terrenos de vegetación o desérticos, pero también tramos con poco caudal e incluso secos.
El torrentismo consiste en superar estos cambios de recorrido caminando, nadando, destrepando y en muchos casos rapelando. Asimismo, muchas veces puede ser necesario, conveniente u oportuno saltar a pozas de agua o sortear los diversos obstáculos naturales que se van encontrando.

## Entorno Federativo
En España, actualmente (2020), la Federación Española de Deportes de Montaña y Escalada (FEDME) es la única federación competente en materia de barranquismo, tras eliminarse las duplicidades de disciplinas con la aparición de la nueva Federación Española de Espeleología, que no incluye en sus estatutos ninguna palabra que haga alusión a barranquismo, descenso de barrancos o descenso de cañones, siendo ratificadas estas competencias por reconocimiento del CSD y mediante sentencia judicial 155/2024 del juzgado contencioso administrativo de Madrid.
Todo ello se ve reforzado por la eliminación de las competencias a los técnicos deportivos de espeleología en materia de barranquismo a través del Real Decreto 64/2010, de 29 de enero, por el que se establece el título de Técnico Deportivo en Espeleología y se fijan sus enseñanzas mínimas y los requisitos de acceso, otorgándose estas enseñanzas a las disciplinas encuadradas en la federación de montaña reguladas en el Real Decreto 702/2019 de 29 de noviembre, por el que se establecen los títulos de Técnico Deportivo en Barrancos, Técnico Deportivo en Escalada y Técnico Deportivo en Media Montaña y se fijan sus currículos básicos y los requisitos de acceso.

## Equipo
El equipo personal y colectivo varía mucho dentro de las características de cada descenso, pero dentro del equipo deben considerarse imprescindibles una mochila con drenaje para el agua, calzado específico de barranquismo o de montaña, traje de neopreno de al menos 3 mm, casco, arnés, vagas de anclaje, mosquetones, descensor y cuerdas.

### Equipamiento individual
El equipo personal de cada uno de los integrantes del grupo que vayan a descender un barranco se compone como mínimo de: casco, traje de neopreno, escarpines de neopreno, calzado adecuado (es recomendable que este calzado tenga una buena adherencia en medio acuático), arnés, cabos o vagas de anclaje, un descensor (generalmente ocho), bloqueadores mecánicos, pedal, mosquetones tipo HMS o de pera, cinta exprés, navaja, silbato, mochila y bidón estanco.

### Equipamiento colectivo
Además del equipamiento necesario para cada uno de los integrantes del grupo, es necesario complementarlo con un equipamiento colectivo. Este equipamiento está compuesto por: saca de instalación (con material para realizar instalaciones de reuniones en la roca), dos cuerdas de progresión de tipo A o B y semiestáticas (una de ellas al menos del doble de la longitud del rápel más largo que se vaya a encontrar en el barranco que se vaya a realizar), protectores de cuerda (para evitar posibles roces de la cuerda), saca para cuerda y cuerda de socorro. Otro material: cordelette para la recuperación de cuerdas, gafas de buceo, botiquín, mechero y teléfono móvil.

## Progresión en barrancos

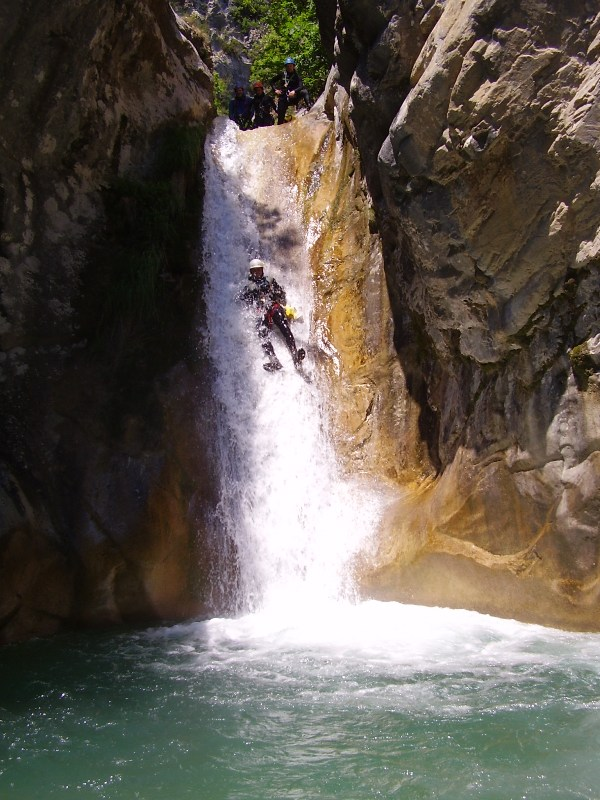
Descenso de un tobogán en un barranco de los Alpes franceses.

A la hora de progresar a lo largo del curso de un barranco, son varias las técnicas que deben emplear los deportistas para completar el recorrido. Se cuentan entre las principales:
- Caminar: Se recomienda caminar fuera del curso de agua.[cita requerida] En primer lugar, para evitar un excesivo desgaste físico y, en segundo lugar, para proteger la fauna y flora acúaticas.
- Destrepar: descenso de zonas más o menos escarpadas, empleando pies y manos, no llegando a ser del todo verticales o resaltos de pequeña envergadura en los que no es necesario el uso de cuerda y no es posible saltar.
- Trepar o escalar: a pesar de que en el descenso de barrancos lo más común es descender, en ocasiones es necesario trepar para avanzar o acceder a zonas desde las que continuar el descenso.
- Pasamanos: Progresión en horizontal ayudado por cuerda a lo largo de una pared vertical para evitar un obstáculo que de otra forma sería difícil de salvar. Como marmitas de gran profundidad o zonas con movimientos de agua muy fuertes.
- Rápel: técnica de progresión más común, consistente en descender una pared vertical ayudado de una cuerda y un descensor anclado al arnés del deportista.
- Natación: en las zonas en las que exista un mínimo de profundidad de agua para nadar en lugar de caminar.
- Tobogán: descenso en libre, sin el uso de cuerda, por una rampa de piedra pulida por el agua hasta alcanzar una badina con agua. Es recomendable superar el tobogán completamente tumbado para evitar lesiones.[cita requerida]
- Saltos: en las zonas que lo permitan las condiciones del cauce. Salvar el desnivel en el cauce o resalte mediante un salto a una poza con agua. Como norma general el primer miembro del grupo no debe saltar, sino descender el desnivel rapelando para comprobar que no existen obstáculos que puedan causar lesiones a los miembros del grupo que quieran salvar la dificultad mediante un salto. [cita requerida]
- Tirolina: descenso guiado con cuerda o cable para salvar un obstáculo en el recorrido.

## Práctica

### España
En España son múltiples los sitios donde se puede practicar barranquismo. Se enumeran los siguientes como los más importantes:
- Pirineos: Dividido en cuatro zonas geográficas dependiendo de la comunidad autónoma que abarque. Pirineos vasco, navarro, aragonés y catalán. Es el lugar más extenso por número y calidad de los barrancos, siendo en su mayoría en caliza y granito, aunque también se encuentra una buena cantidad de descensos excavados en flysch.

- Sierra de Guara: Ubicada en su totalidad en la provincia de Huesca pertenece a las Sierras Pirenaicas Exteriores o Prepirineo, siendo uno de los lugares con mayor concentración de barrancos de toda España y Europa. Formados en roca caliza y conglomerado, en 50 km² hay del orden de 200 barrancos.

- Picos de Europa: Englobado todo en una misma unidad. Diferentes tipos de barrancos y de muchos tipos. Uno de los grandes lugares en España para hacer este deporte.

- Sierra de Gredos: La Vera, Jerte y Hurdes: En el norte de Cáceres, también se puede disfrutar de este deporte, con más de 20 descensos de distinta dificultad, gran verticalidad y en su mayoría acuáticos durante todo el año.

- Cuenca: Aunque tiene pocos barrancos, la Serranía de Cuenca cuenta con una gran aceptación entre los deportistas de la zona centro.

- Sierra Nevada: Fundamentalmente en las Alpujarras, los barrancos que encontramos aquí son caudalosos y difíciles. También en esta zona se encuentra el famoso barranco del Río Verde.

- Cañón de las Buitreras: Situado en la provincia de Málaga, es un impresionante encajonamiento del Río Guadiaro, con paredes verticales de más de 100 metros de altura. Junto con el Río Verde y la Garganta Verde, son los más espectaculares de Andalucía.

## Impacto ambiental

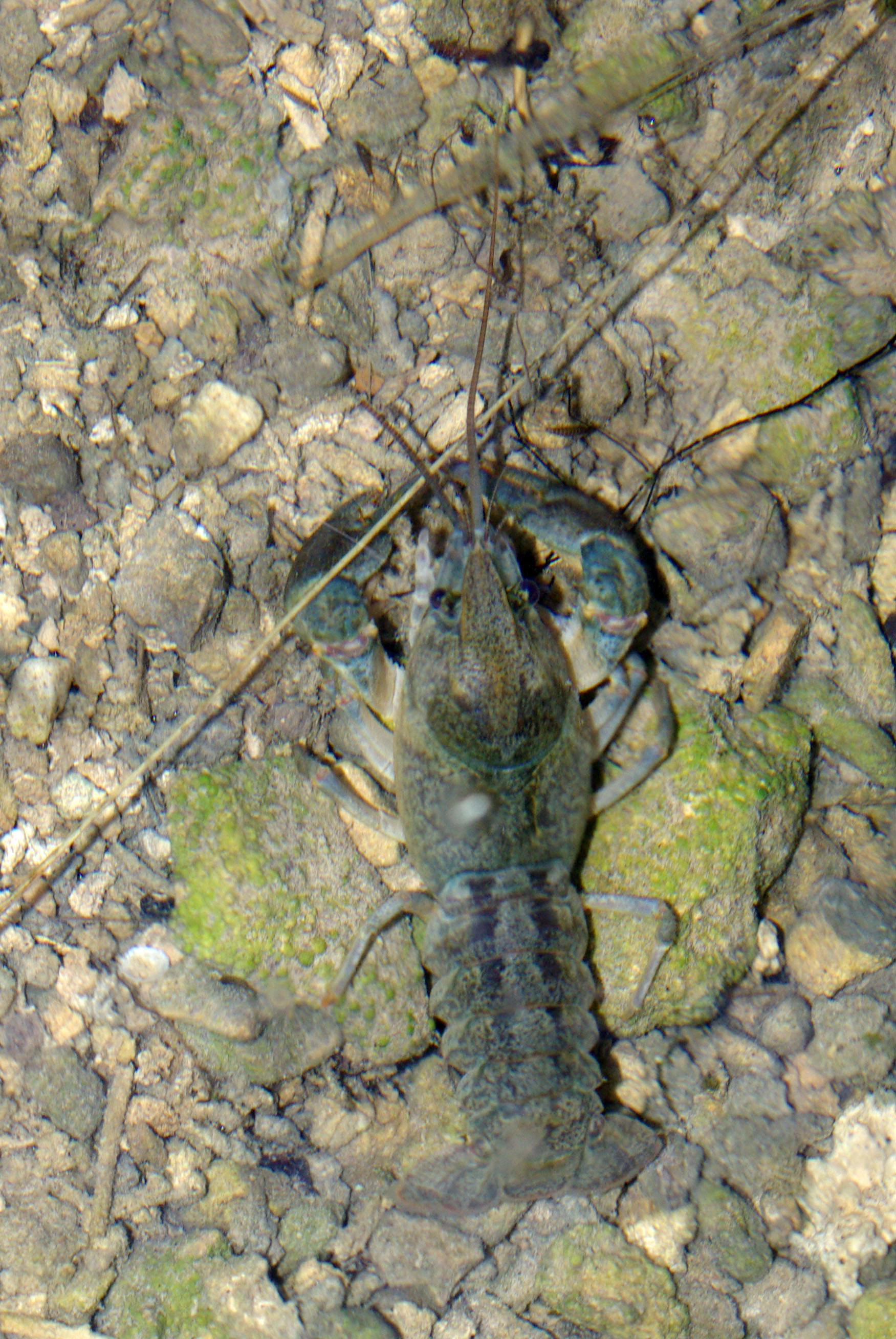
Cangrejo de río ibérico

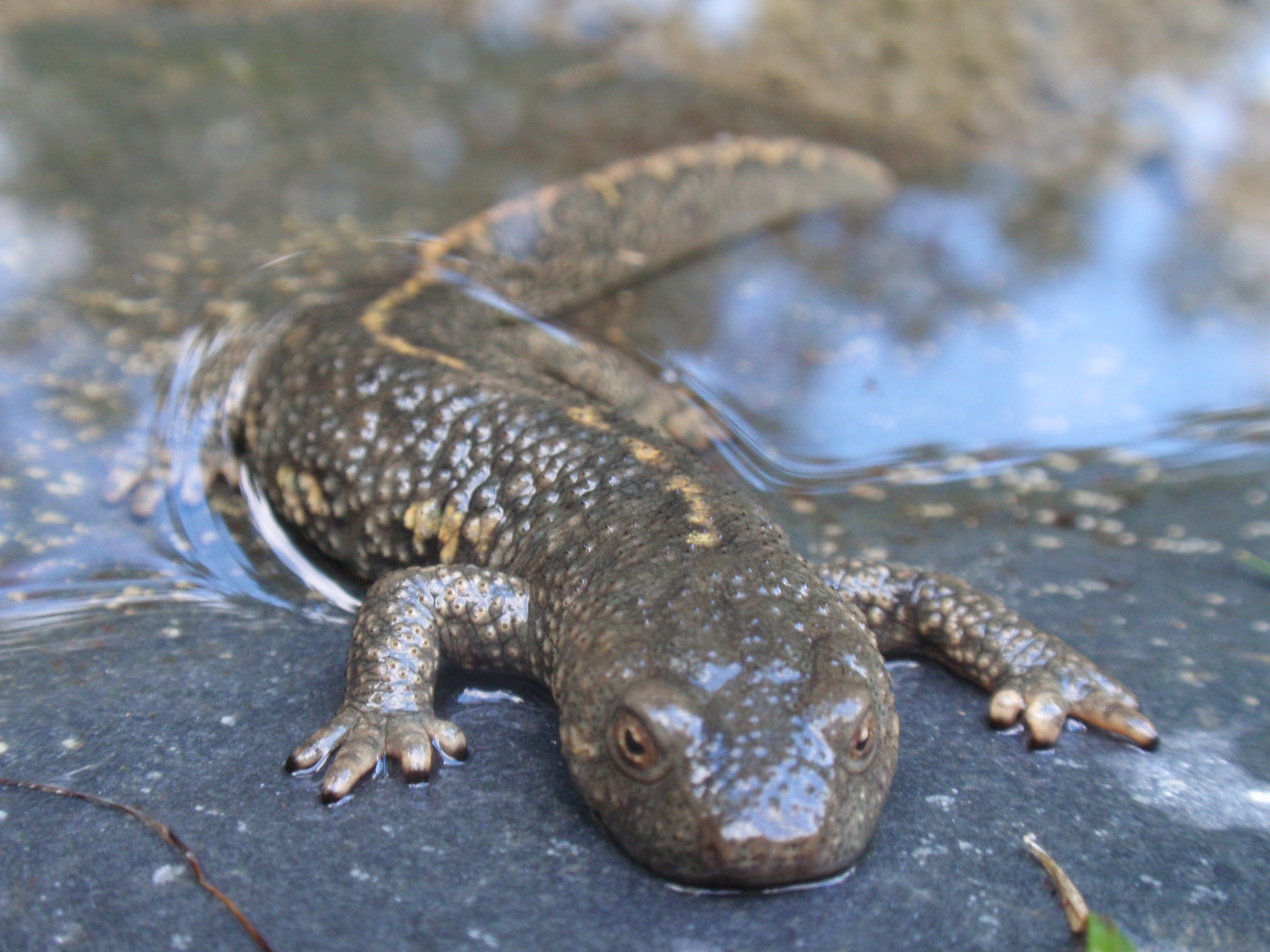
Tritón pirenaico

El principal riesgo que representa el barranquismo para el hábitat natural es la degradación de los biotopos de los fondos arenosos y de gravas de los lechos acuáticos de los ríos o cauces en lo que se practique este deporte. Diversas asociaciones ecologistas demandan que se limite o prohíba la práctica en los cursos de agua más sensibles, para preservar la fauna de los lechos fluviales.
Como regla general se recomienda a los barranquistas caminar por el borde intentando no remover el lecho fluvial en caso de que la profundidad de agua sea escasa (menor de 40-50 cm) e impida la natación. De esta manera, se reduce en gran medida el impacto ambiental sobre el ecosistema fluvial.
En algunas regiones se limita el descenso de varios barrancos sin limpiar antes el equipo del deportista para evitar la contaminación y propagación de bacterias o microorganismos de unos cauces a otros, que pudieran alterar el ecosistema de los ríos.
Otras especies que pueden verse afectadas por la práctica del barranquismo son las aves, a las que la presencia humana puede alterar en períodos de nidificación o cría. Por ello algunas administraciones limitan el acceso a ciertos barrancos durante estas épocas. En cualquier caso se recomienda a los deportistas no provocar excesivo ruido para no interferir la vida de los animales que habitan el medio.

## Clasificación de barrancos

### Calificación del interés del descenso
- Local: interés limitado (*).
- Regional: interés importante (**).
- Nacional: interés muy importante (***). La mayor parte de los criterios están presentes.
- Internacional: interés reseñable (****). Los criterios mostrados están presentes.

Los criterios de calificación del interés de espacios y descensos son:
- El número y densidad de cañones (descensos) en un mismo sector (espacio).
- La notoriedad.
- La estética del marco natural.
- El interés técnico y deportivo.
- El interés lúdico (saltos, toboganes, exposición al sol...).
- Acondicionamiento de accesos y retornos (balizado, aparcamiento ...).

Mención pedagógica: de forma complementaria cada categoría anterior podrá ser precisada con la palabra pedagógica. Se tratará de descensos especialmente adaptados al descubrimiento de la actividad, deportivos y con accesos y regresos sencillos y balizados.

### Cotación o Graduación técnica de un barranco
Los barrancos se cotarán de la siguiente forma atendiendo a los valores que se indican en las tablas siguientes:
v La letra v seguida de un número del 1 al 7 para definir la verticalidad del descenso.
a La letra a seguida de un número del 1 al 7 para definir la dificultad por el carácter acuático.
IV Una cifra en números romanos del I al VI para cuantificar la envergadura o compromiso del descenso.

Así un barranco queda definido por las siguientes siglas por ejemplo: v5 a4 V.

| Dificultad                            | V: Carácter vertical | a: Carácter acuático |
| ------------------------------------- | --- | --- |
| 1 Muy fácil                           | - No hay rápeles, cuerda no útil para la progresión. (sí como socorro) - No hay escaladas/destrepes. | - Ausencia de agua o agua en calma. - Natación opcional. |
| 2 Fácil                               | - Presencia de rápeles de acceso y ejecución fáciles inferiores a 10 m. - Pasos de escalada/destrepes fáciles y poco expuestos. | - Natación en agua en calma de menos de 10 m. - Saltos de simple ejecución inferiores a 3 m. - Toboganes cortos o de poca pendiente. |
| 3 Poco difícil                        | - Verticales con poco caudal. - Presencia de rápeles de acceso y ejecución simples inferiores a 30 m, separados por zonas que permitan el reagrupamiento. - Colocación de pasamanos simples. - Marcha técnica que necesita atención (colocación de apoyos precisa) y búsqueda de itinerario sobre terreno resbaladizo, inestable, accidentado, abrupto o en agua. - Pasos de escalada/destrepe (hasta 3c), poco expuestos y que pueden necesitar de cuerda.                                                            | - Natación en agua en calma de menos de 30 m. - Progresión con corriente débil. - Saltos de ejecución fácil de 3 a 5 m. - Toboganes largos o con cierta pendiente. |
| 4 Bastante difícil                    | - Verticales con caudal débil a medio que puede empezar a plantear problemas de desequilibrio o bloqueos. - Rápeles de acceso difícil y/o superiores a 30 m. - Encadenamiento de rápeles en pared con reuniones cómodas. - Control de rozamientos. - Colocación de pasamanos delicados, recepciones de rápel no visibles desde la salida o con salida a nado. - Pasos de escalada/destrepe hasta 4c o A0, expuestos y/o maniobras de aseguramiento o progresión con cuerda necesarias.                                 | - Permanencias en agua prolongadas con importante pérdida de calor corporal. - Corriente media. - Saltos de ejecución simples de 5 a 8 m. - Saltos con dificultad de salida, trayectoria o recepción inferiores a 5 m. - Sifón ancho de menos de 1 m de longitud y/o profundidad. - Toboganes largo o de fuerte pendiente. |
| 5 Difícil                             | - Verticales con caudal medio a fuerte, descenso difícil que necesita de gestión de la trayectoria y/o del equilibrio. - Encadenamiento de rápeles en pared con reuniones aéreas. - Salida de marmitas durante el descenso. - Apoyos deslizantes o presencia de obstáculos. - Desinstalación de cuerdas complicada (nadando...). - Pasos de escalada/destrepe expuestos hasta 5c o A1. | - Permanencias en agua prolongadas con importante pérdida de calor corporal. - Progresión en corrientes bastante fuertes que pueden influir en las trayectorias de operaciones de natación(paradas, contras...). - Dificultades obligatorias unidas a fenómenos puntuales de aguas vivas (drossages, lavadoras, rebufos...) que pueden provocar el bloqueo puntual del deportista. - Saltos de ejecución simples de 8 a 10 m. - Saltos con dificultad de salida, trayectoria o recepción de 5 a 8 m. - Sifón ancho de hasta 2 m de longitud y/o profundidad. |
| 6 Muy difícil Expuesto                | - Verticales con caudal fuerte a muy fuerte. - Cascadas consistentes, superación muy difícil que precisa de una gestión eficaz de la trayectoria y/o del equilibrio. - Instalación de reuniones delicadas en anclajes naturales (bloques empotrados...) - Acceso o salida de rápel difícil (colocación de pasamanos delicados...) - Pasos de escalada/destrepe expuestos hasta 6a o A2. - Apoyos muy deslizantes o inestables. - Marmitas de recepción fuertemente agitadas.                                           | - Progresión en corrientes fuertes que dificultan las operaciones de natación (paradas, contras...). - Movimientos de agua acusados (drossages, lavadoras, rebufos...) que pueden provocar bloqueos bastantes prolongados del deportista. - Saltos de ejecución simples de 10 a 14 m. - Saltos con dificultad de salida, trayectoria o recepción de 8 a 10 m. - Sifón ancho de hasta 3 m de longitud y/o profundidad. - Sifón técnico hasta 1 m con corrientes.                                                                                              |
| 7 Extremadamente difícil Muy expuesto | - Verticales con caudal muy fuerte a extremadamente fuerte. - Cascadas muy consistentes, superación extremadamente difícil que necesita una anticipación y de una gestión específica de la cuerda, de la trayectoria, del equilibrio, de los apoyos y del ritmo. - Pasos de escalada/destrepe expuestos por encima de 6a o A2. - Visibilidad limitadas y obstáculos frecuentes. - Pasos por marmitas con movimientos de agua poderosos en el curso o al final de rápeles. - Control de la respiración, pasos en apnea. | - Progresión en corrientes muy fuertes que hacen extremadamente difíciles las operaciones de natación(paradas, contras...). - Movimientos de agua violentos (drossages, lavadoras, rebufos...) que pueden provocar bloqueos del deportista. - Saltos de ejecución simples de más de 14 m. - Saltos con dificultad de salida, trayectoria o recepción de más de 10 m. - Sifón ancho de más 3 m de longitud y/o profundidad. - Sifón técnico y encajonado de más de 1 m con corrientes o sin visibilidad.                                                      |

#### Compromiso o envergadura
| Compromiso Envergadura | Criterios |
| ---------------------- | --- |
| I                      | - Posibilidad de ponerse a salvo de una crecida de forma rápida y sencilla. - Escapatorias a lo largo de todo el recorrido. - Tiempo total de recorrido (acceso, descenso, retorno) inferior a 2 h. |
| II                     | - Posibilidad de ponerse a salvo de una crecida en 1/4 h máx de recorrido. - Escapatorias en 1/2 h máx de recorrido. - Tiempo total de recorrido (acceso, descenso, retorno) de 2 a 4 h.            |
| III                    | - Posibilidad de ponerse a salvo de una crecida en 1/2 h máx de recorrido. - Escapatorias en 1 h máx de recorrido. - Tiempo total de recorrido (acceso, descenso, retorno) de 4 a 8 h.              |
| IV                     | - Posibilidad de ponerse a salvo de una crecida en 1 h máx de recorrido. - Escapatorias en 2 h máx de recorrido. - Tiempo total de recorrido (acceso, descenso, retorno) de 8 h a 1 día.            |
| V                      | - Posibilidad de ponerse a salvo de una crecida en 2 h máx de recorrido. - Escapatorias en 4 h máx de recorrido. - Tiempo total de recorrido (acceso, descenso, retorno) de 1 a 2 días.             |
| VI                     | - Posibilidad de ponerse a salvo de una crecida de más 2 h de recorrido. - Escapatorias a más de 4 h máx de recorrido. - Tiempo total de recorrido (acceso, descenso, retorno) de más de 2 días.    |

## Listado de barrancos en España
Niveles: 1=muy fácil a 7=extremadamente difícil

### Barrancos en Madrid
| Nombre del Barranco        | Localidad | Región | Provincia | Dificultad | Resumen del barranco |
| -------------------------- | --------- | ------ | --------- | ---------- | --- |
| Barranco de la Peonera     | Bierge    | Aragón | Huesca    | V1 A2 I    | Barranco acuático de iniciación sin rápeles. Barranco con numerosos saltos, sifones, destrepes y algún tobogán según condiciones. Siempre acuático, puede crear problemas cuando el caudal es elevado, ya que es un tramo del río Alcanadre. Ver Parque natural de la Sierra y los Cañones de Guara              |
| Río Vero                   | Alquezar  | Aragón | Huesca    |            | Uno de los barrancos más espectaculares de la Sierra de Guara. De carácter acuático, posee varias zonas con laberintos de rocas, pasillos, gorgas... Necesario neopreno. No subestimarlo. Es largo (unas 4-6 horas) y el agua suele estar fría.                                                                  |
| Barranco de Aguaré o Añaza | Canfranc  | Aragón | Huesca    | V3 A2 II   | Barranco bastante equipado. Se recomienda realizar descenso en primavera evaluando caudal. Escapes a lo largo de todo el descenso. Evidentes debido a la apertura del barranco en algunos tramos. Bonitos encajonamientos mezclados con zonas abiertas.                                                          |
| Barranco de Viandico       | Fanlo     | Aragón | Huesca    |            | Barranco de iniciación en la zona del Cañón de Añisclo, en el entorno del Parque Nacional de Ordesa y Monte Perdido. Se trata de un cañón con una primera parte normalmente seca y un segundo tramo muy acuático. Con un rapel de 14 metros y saltos de hasta 7 metros, es un barranco muy concurrido en verano. |
| Barranco de Barrosa        | Bielsa    | Aragón | Huesca    |            | Barranquismo en Ordesa En el norte de la provincia de Huesca, junto al parque nacional de ordesa y Monte Perdido, se encuentra este corto pero intenso barranco en granito. Lo más característico de es su tobogán lanzadera de 14 metros.                                                                       |
| Barranco del Furco         | Broto     | Aragón | Huesca    |            | Barranco en Broto En la población de Broto se encuentra este vertical y corto barranco con tres rapeles dos de ellos de más de 20 metros excavado en roca tipo flych. |

{| border="0" style="border: 1px solid #999; background-color:#FFFFFF" width="100%"
|- align="center" bgcolor="#CCCCCC"
! width="25%" | Nombre del Barranco
! width="20%" | Localidad
! width="10%" | Región
!Provincia
! width="5%" | Dificultad
! width="40%" | Resumen del barranco
|-
|| Barranco de Somosierra 
|| Somosierra 
|| Sierra de Somosierra
|| Madrid
|| V3 A2 II 
||   Descenso del nacimiento del río Duratón de corto recorrido con una parte encajonada, rápeles de 30 metros uno de ellos muy espectacular y otro con menos pendiente. También hay una parte de tobogán. Tiene escapes a lo largo del recorrido. Con caudal todo el año y puede congelarse en invierno.
|-
|}

### Barrancos en Extremadura
| Nombre del Barranco                      | Localidad                             | Región          | Provincia | Dificultad | Resumen del barranco |
| ---------------------------------------- | ------------------------------------- | --------------- | --------- | ---------- | --- |
| Chorrito de los Ángeles                  | Ovejuela y Pinofranqueado             | Las Hurdes      | Cáceres   | V4 A1 II   | Descenso vertical en pleno corazón de Las Hurdes. Gran ambiente aéreo frecuentado por buitres y otras aves rapaces. Normalmente con poco caudal, recomendable tras lluvias. |
| Chorrerón del Tajo                       | Caminomorisco                         | Las Hurdes      | Cáceres   | V3 A2 II   | Descenso en torno a Las cascadas del Chorrerón del Tajo bastante conocidas y visitadas. Difícil y estrecho acceso en la parte superior de las cascadas para comenzar el barranco. Barranco poco frecuentado.                                                                          |
| Barranco de los Papúos                   | Jerte                                 | Valle del Jerte | Cáceres   | V3 A3 III  | El barranco más divertido de la zona con rápeles, toboganes y saltos. Enclavado en los Montes de Traslasierra. Su aproximación nos deja grandes imágenes del Valle del Jerte y de la Garganta de los Infiernos.                                                                       |
| Cascadas de las Nogaleas                 | Navaconcejo                           | Valle del Jerte | Cáceres   | V3 A2 II   | Barranco técnico con continuos rápeles, uno de ellos de 30 metros. Muy atractivo para los amantes de los descenso deportivos con agua. |
| Barranco de los Hoyos                    | Jerte                                 | Valle del Jerte | Cáceres   | V2 A2 I    | Barranco ideal para iniciarse en el descenso de cañones. Mejor época para realizarlo en primavera con los cerezos en flor. Muy cercano al Barranco de los Papúos y muy buena alternativa por si éste lleva demasiado caudal o si se quiere realizar un descenso en familia con niños. |
| Barranco Garganta Mayor                  | Garganta la Olla                      | La Vera         | Cáceres   | V3 A1 II   | No se trata de un barranco muy deportivo pero es una gran opción en la zona por su entorno y descenso. Comienza en la Chorrera Mayo con rápeles y una última poza donde buscar zonas de salto.                                                                                        |
| Barranco Chorrera de la Mora             | Aldeanueva de la Vera                 | La Vera         | Cáceres   | V3 A1 III  | Barranco en la Sierra de Tormantos con magníficas vistas de la comarca de la Vera desde su recorrido. Barranco con sucesión de rápeles y bastante vegetación durante el recorrido. |
| Barranco del Gargantón                   | Guijo de Santa Bárbara                | La Vera         | Cáceres   | V2 A2 II   | Archivado el 1 de abril de 2017 en Wayback Machine. Barranco de los más concurridos de la Sierra de Gredos ideal para iniciarse y también aprender en algún tramo técnico. Caos de bloques durante el avance.                                                                         |
| Barranco de las Meñas                    | Viandar de la Vera y Losar de la Vera | La Vera         | Cáceres   | V4 A2 III  | Barranco de enjundia por su aproximación, entorno salvaje de Gredos y descenso de grandes dimensiones. Cuenta con una cascada de unos 90 metros dividida en varios rápeles. |
| Barranco del Chorro de la Ventera        | Madrigal de la Vera                   | La Vera         | Cáceres   | V4 A3 III  | Barranco con grandes cascadas y muy vertical. Finca privada acceso por el cauce y margen del barranco. Cuenta con varios rápeles encajonados y con bastante caudal. |
| Barranco de la Garganta de la Hoz o Vera | Villanueva de la Vera                 | La Vera         | Cáceres   | V2 A3 III  | Barranco para los apasionados de los descensos lúdicos con bonitos saltos y toboganes. Continuos destrepes y zonas de salto lo hacen muy entretenido. |
| Barranco del Boquerón de Lancha Blanca   | El Raso (Candeleda)                   | La Vera         | Cáceres   | V4 A4 IV   | Barranco en las faldas del Pico Almanzor, para los amantes del barranquismo extremo. Zonas encajonadas y abiertas con bonitos rápeles y alguna zona técnica. |

### Barrancos Castilla-La Mancha
| Nombre del Barranco    | Localidad             | Región             | Provincia | Dificultad | Resumen del barranco |
| ---------------------- | --------------------- | ------------------ | --------- | ---------- | --- |
| Barranco de Poyatos    | Poyatos               | Serranía de Cuenca | Cuenca    | V3 A2 III  | Archivado el 4 de diciembre de 2019 en Wayback Machine. Barranco relativamente sencillo, aunque con gran caudal se puede complicar. Multitud de rápeles, hasta 20 metros, muy bien equipado y con una bonita zona encajonada. En la aproximación se pueden combinar vehículos, lo que deja esta en 5 minutos. |
| Barranco del río Júcar | Villalba de la Sierra | Serranía de Cuenca | Cuenca    | V1 A3 I    | Barranco acuático en el que no es necesario el uso de cuerdas. Saltos y toboganes, en la mayoría de los casos con escapes. Varios lugares para la repetición de saltos desde diferentes alturas. Situado en los Cortados de Villalba y cerca de donde también se encuentra la vía ferrata del Ventano del Diablo. El barranco también toma el nombre del Barranco del Ventano del Diablo. Aproximación de 15 minutos desde el aparcamiento. |

### Barrancos en Castilla y León
| Nombre del Barranco                  | Localidad        | Región          | Provincia | Dificultad | Resumen del barranco |
| ------------------------------------ | ---------------- | --------------- | --------- | ---------- | --- |
| Barranco de la Nava                  | Nava del Barco   | Valle del Jerte | Ávila     | V3 A2 III  | Barranco en la Sierra de Gredos, excelente barranco por aproximación, descenso y entorno. Tiene secciones encajonadas y otras abiertas. |
| Barranco de la Garganta de Gavilanes | Gavilanes        | Alto Tiétar     | Ávila     | V3 A2 III  | Barranco en la Sierra del Cabezo con bonitos rápeles y vistas del Valle del Tiétar. Rápeles tumbados y otros verticales además de alguna zona resbaldiza.                                                                                   |
| Barranco del río Arbillas            | Poyales del Hoyo | Alto Tiétar     | Ávila     | V3 A4 II   | Barranco con caudal durante todo el año, saltos, toboganes y algún rápel. Apto para iniciarse en el barranquismo, fácil aproximación y retorno con numerosos escapes.                                                                       |
| Barranco del Enebro de Galayos       | Guisando         | Alto Tiétar     | Ávila     | V3 A2 III  | Archivado el 17 de octubre de 2015 en Wayback Machine. Barranco en la cara sur de la Sierra de Gredos. Necesaria experiencia ya que está semiequipado. Dividido en dos zonas diferenciadas el barranco del Enebro y el barranco de Galayos. |

### Barrancos en Andalucía
| Nombre del Barranco   | Localidad | Región    | Provincia | Dificultad | Resumen del barranco |
| --------------------- | --------- | --------- | --------- | ---------- | --- |
| Barranco de río Verde | Otívar    | Andalucía | Granada   | V3 A3 II   | Archivado el 19 de abril de 2017 en Wayback Machine. Barranco apto tanto para niveles de iniciación como para descenso deportivo. Discurre entre márgenes con abundante vegetación y en su curso encontraremos numerosos saltos, toboganes, cascadas y pozas de aguas cristalinas. Ver Río Verde (Granada) |

### General
- Guilleman, Jean Louis (2001).  Rozga, Beata, ed. Descenso de cañones : manual técnico. Madrid: Ediciones Desnivel S.L. ISBN 8496192431.
- Ortega Becerril, José Antonio (2009). Manual de aguas vivas en barrancos : anticipación y prevención de peligros. Desnivel, S.L. ISBN 9788498291674.
- Escuela Aragonesa de Montañismo (1999). Manual de descenso de barrancos. Zaragoza: Editorial Prames. ISBN 8483210193.
- AA.VV. (2014). Descenso de barrancos: Técnicas básicas. Madrid: Ediciones Desnivel S.L. p. 224. ISBN 9788498293050.
- AA.VV. (2013). Descenso de barrancos: Técnicas avanzadas. Madrid: Ediciones Desnivel S.L. p. 240. ISBN 9788498292794.
- Sáez Hidalgo, Jesús Manuel (2002). 100 preguntas y respuestas: Descenso de cañones. Madrid: Ediciones Desnivel S.L. p. 120. ISBN 84-95760-57-6.
- Martí Puig, Andrés (2013).  Petzl, ed. Técnicas de progresión vertical. Aplicaciones científicas y deportivas.
- Torija Gaitero, Luis; Gómez Zapatero, Felipe; Gil Terrón, Javier (2016). Sistema central. Descenso de Barrancos. Madrid: Ediciones Desnivel S.L. p. 159. ISBN 978-84-9829-358-6.

### Reseñas
- Ortega Becerril, José Antonio (2006). 50 barrancos del Pirineo : los descensos más bellos. Madrid: Desnivel S.L. p. 240. ISBN 8498290341.
- Federación Aragonesa de Espeleología (2010). Aínsa y alrededores : barranquismo en el Pirineo. Zaragoza: Prames. p. 89. ISBN 978-84-8321-299-8.
- Salamero, Enrique (2009). Guía de barrancos de la Sierra de Guara : "sierras de piedra y agua". Huesca. p. 331. ISBN 978-84-613-2995-3.
- Gómez, Eduardo; Tejero, Laura (2002). Sierra de Guara : guía de descenso de cañones y barrancos. Cuarte (Huesca): Barrabes. p. 285. ISBN 978-84-95744-21-0.
- Solares, Pablo (2008). 40 barrancos de Asturias. Madrid: Desnivel S.L. p. 267. ISBN 978-84-9829-128-5.